# Av himlens höjd oss kommet är
Av himlens höjd oss kommet är (tyska: Vom Himmel hoch da komm' ich her) är en julpsalm med text och musik av Martin Luther 1535 (eller redan i början av 1530-talet), utformad som ett julspel, där ett barn utklätt till ängel sjunger de första verserna, herdarna de därpå följande och slutligen hela familjen eller församlingen den sista versen. Sången hade när den trycktes rubriken Barnasång för julen om det lilla Jesusbarnet. Originalet har 15 verser.
Psalmen finns på svenska med flera alternativa inledningsfraser, bland annat "Från himlens höjd jag bringar bud", "Av himlens höjd oss kommet är" och "Af himlens höjd jag kommen är"
Olaus Martini översatte sången till svenska, men knappast 1617 som det står i psalmboken, eftersom han dog redan 1609. Hans översättning ("Af Himmels högd jagh kommen är"), trycktes dock 1617.
Efter en bearbetning av Samuel Ödmann tog Johan Olof Wallin vid och bearbetade psalmen 100 år efter Martini, ("Av himlens höjd oss kommet är"), och gjorde den mer storslagen och "tempelanpassad". Till exempel ändrades v. 13 från "Gör dig en säng (Bettlein) uti mitt bröst" till "Gör dig ett tempel i mitt bröst". Hans version i 1819 års psalmbok (nr 63) behölls i 1937 års psalmbok fortfarande som nummer 63. Med samma inledning publicerades den i Sionstoner 1935, som psalm nummer 153 liksom i Lova Herren 1988 som nummer 104. Några strofer av hans version har bildat en särskild psalm i 1986 års psalmbok, Ett barn är fött på denna dag.
Nu finns en version av psalmen som är gjord av Alf Henrikson, ("Från himlens höjd jag bringar bud"). Den återknyter delvis till den äldre texten. Men bara delvis - templet i vers 13 finns till exempel kvar. Nu har den nummer 125 i den ekumeniska delen av den svenska psalmboken (dvs psalm 1-325 i 1986 års psalmbok, Cecilia 1986, Psalmer och Sånger 1987, Segertoner 1988 och Frälsningsarméns sångbok 1990). I den Finlandssvenska psalmboken har den nummer 22 med första versen "Av himlens höjd".

## Melodin
Melodin (C-dur, 4/4) komponerades av Martin Luther 1539 och används också till Jerusalem, höj upp din röst, När Jesusbarnet låg en gång, Se natten flyr för dagens fröjd och publicerades i Geistliche Lieder av boktryckaren Joseph Klug i Wittenberg 1539.

## Publikation
- 1695 års psalmbok som nr 132 under rubriken "Jule-högtids Psalmer".
- 1819 års psalmbok som nr 63 under rubriken "Jesu födelse".
- Stockholms söndagsskolförenings sångbok 1882 som nr 88 med verserna 13-15, under rubriken "Psalmer".
- Sabbatstoner 1888 3 verser som sång nr 35
- Sionstoner 1889 som nr 448
- Svensk söndagsskolsångbok 1908 som nr 21 under rubriken "Julsånger".
- Sionstoner 1935 som nr 153
- 1937 års psalmbok som nr 63
- Psalmer för bruk vid krigsmakten 1961 som nr 63 verserna 13-15.
- Frälsningsarméns sångbok 1968 som nr 586 under rubriken "Högtider - Jul".
- 1986 års psalmbok som nr 125 under rubriken "Jul".
- Finlandssvenska psalmboken 1986 som nr 22 under rubriken "Jul" med titelraden"Av himlens höjd jag kommen är"
- Lova Herren 1988 som nr 102 under rubriken "Jul".
- Julens önskesångbok, 1997, under rubriken "Traditionella julsånger".

### Fotnoter
1. ↑  hämtat från: tyskspråkiga Wikipedia.[källa från Wikidata]
2. 1 2 3  hämtat från: svenskspråkiga Wikipedia.[källa från Wikidata]
3. ↑  ”Notes for Vom Himmel Hoch Da Komm Ich Her” (på engelska). Hymns and Carols for Christmas. 19 mars 1535. http://www.hymnsandcarolsofchristmas.com/Hymns_and_Carols/Notes_On_Carols/notes_for_vom_himmel_hoch_da_kom.htm. Läst 23 augusti 2014.